# Capture de l'escadre de Cadix
Guerre d'indépendance espagnole
Batailles
- Dos de Mayo
- Tolède
- Bruc
- Valdepeñas
- Pont d'Alcolea
- Port de Cadix
- Olhão
- Cabezón
- Gérone (1er)
- Saragosse (1er)
- Valence (1er)
- Medina de Rioseco
- Bailén
- Gérone (2e)
- Évora
- Roliça
- Vimeiro

La capture de l'escadre de Cadix a lieu le 14 juin 1808 à Cadix, en Espagne, près de trois ans après la bataille de Trafalgar, et un mois après que les Espagnols se sont soulevés contre les armées d'occupation françaises. Cinq vaisseaux de ligne français et une frégate se trouvaient dans le port de Cadix depuis la victoire britannique. L'amiral français Rosily-Mesros, après un combat de cinq jours contre les Espagnols, se rend avec son escadre et les 4 000 marins sous ses ordres.

## Contexte
Ayant à faire face à des conditions difficiles, le contre-amiral Rosily-Méros agit de la meilleure manière qui soit en pareille situation, essayant de gagner assez de temps pour permettre l'arrivée à Cadix des troupes qui avaient été détachées de Madrid en Andalousie. Il adopte une position défensive dans le canal qui mène à l'arsenal de La Carraca, au-delà de la portée des batteries terrestre. Alors qu'il était à l'ancre dans le canal, il propose dans un premier temps de quitter la baie de Cadix, afin de calmer la population ; puis, dans un deuxième temps, il propose aux Britanniques, qui bloquaient le port, d'envoyer ses canons à terre, de garder ses équipages à bord et de descendre son pavillon. En échange, il demande des otages pour assurer la sécurité de ses malades restés à quai, des habitants français de Cadix et une promesse qu'il devrait être assuré contre toute attaque. Les Britanniques repoussent ces demandes.
Le gouverneur espagnol de Cadix Tomás Morla, refuse également de satisfaire les demandes de l'amiral français et exige que l'escadre française se rende. Devant le refus français, les Espagnols positionnent des batteries sur la Isla de León et près de Fort Louis.
Les vaisseaux français étaient :
Neptune 80

Héros 74

Pluton 74

Algesiras 80

Argonaute 74

Cornélie (en) 44

## Bataille
Le 9 juin, à 15 h 0, une division de canonnières espagnoles et les batteries érigées sur la Isla de Leon et sur Fort Louis lancent les hostilités contre les vaisseaux français avec un feu soutenu qui se poursuit jusqu'à la nuit tombée. Les commandants espagnols demandent à deux vaisseaux de ligne, le Príncipe de Asturias (112) et le Terrible (fi) (74), de les soutenir.
Le lendemain matin, 10 juin, la canonnade recommence et continue jusqu'à 14 h 0, lorsque le vaisseau amiral français, le Héros, hisse un drapeau de trêve. Peu après, Rosily-Méros adresse une lettre au gouverneur espagnol Morla, lui offrant de débarquer ses canons et munition, mais de conserver ses hommes et d'abaisser ses couleurs. Ces propositions sont à nouveau rejetées, les Espagnols se préparent à reprendre l'attaque contre l'escadre française, avec une intensité accrue. Le 14 juin, à 19 h 0, une batterie supplémentaire de 30 canons de 24
 livres étaient prêts à entrer en action lorsque les vaisseaux français abaissent leurs pavillons qui, dans le courant de la matinée, sont remplacés par ceux de l'Espagne.
Les Britanniques sont des spectateurs impatients de ce combat. L'amiral Collingwood, qui commandait les vaisseaux bloquant Cadix, fait une offre de coopération, mais cette offre est refusée par les Espagnols. Ces derniers demandaient aux Britanniques de se contenter d'empêcher les Français de regagner le large, mais ils n'étaient pas disposés à ce que les Britanniques les aident à capturer des bâtiments qui ne pouvaient leur échapper,.
Les pertes françaises sont relativement faibles, les Espagnols n'ont que quatre morts à déplorer. Le gouverneur espagnol Tomás Morla, se refuse d'employer des moyens de destruction violents, tels que des boulets rouges, étant certain du succès de son attaque.

## Conséquences
Immédiatement après la reddition de l'escadre française, la Junta Suprema espagnole demande à l'amiral britannique de permettre le passage sur l'un de ses vaisseaux, d'un représentant espagnol qu'elle souhaite envoyer négocier avec George III une alliance contre Napoléon Ier.
George Canning, le Secrétaire d'État des Affaires étrangères britannique, déclare :

« No longer remember that war has existed between Spain and Great Britain. Every nation which resists the exorbitant power of France becomes immediately, and whatever may have been its previous relations with us, the natural ally of Great Britain. »

Dans la journée du 4 juillet, le gouvernement britannique émet un ordre déclarant que toutes les hostilités entre la Grande-Bretagne et l'Espagne devaient cesser avec prise d'effet immédiate.